# Munna globicauda
Munna globicauda är en kräftdjursart som beskrevs av Ernst Vanhöffen 1914. Munna globicauda ingår i släktet Munna och familjen Munnidae. Inga underarter finns listade i Catalogue of Life.